# ASTRONEER -アストロニーア-
『ASTRONEER -アストロニーア-』はSystem Era Softworksが開発したサンドボックスゲーム。

## 概要
本作は25世紀のゴールドラッシュが舞台となっており、主人公が惑星を開拓していくゲームである。惑星にある様々な素材を使って、基地や発電機、酸素供給器だけでなく車や電車、ロケットなどを作り、開拓していく。

## ゲームシステム

### 電力
ソーラーパネルや風力タービンを使用して発電することができる。発電した電力は基地の設備や地形ツールに消費される。一定の電力を蓄えるバッテリーもある。

### 酸素
主人公は酸素がないと死亡し、最後に入ったシェルター又は搭乗した乗り物に戻されてしまう。そのため酸素供給器などを使用し、酸素を補給し続ける必要がある。酸素を運ぶテザーというワイヤーで酸素を補給することも可能。

### 研究
惑星には研究できるアイテムがあり、その場で瞬時に行える物や、研究台の使用が必要な大型の研究アイテムがある。研究をすると「バイト」というポイントが溜まり、バイトを使用してアイテムのアンロックができる。

### クラフト
プリンターに素材をセットし、クラフトができる。

## 素材
素材は基地の設備を作成するために必要で、惑星の様々な場所にある。主人公の持っている地形ツールで削ることができ、一定の量を削ると一つのアイテムとして入手できる。

## 惑星
惑星には草原だけでなく山脈や洞窟、森林、クレバスなどがある。惑星の中心にはゲートウェイチャンバーという巨大な構造物があり、特定の素材をセットすることで起動することができる。水素やヘリウムなど惑星ごとに異なる気体が存在する。様々な植物が生息しており、中には攻撃的な物もある。

## 受賞
| 受賞年 | 賞                | 部門                                | 結果 | 備考  |
| ------ | ----------------- | ----------------------------------- | ---- | ----- |
| 2019年 | SXSWゲーム賞      | Gamer's Voice: Video Game           | 受賞 | [ 1 ] |
| 2019年 | 2019 Webby Awards | Adventure Game                      | 受賞 | [ 2 ] |
| 2019年 | 2019 Webby Awards | Best Art Direction (People's Voice) | 受賞 | [ 2 ] |
| 2019年 | 2019 Webby Awards | Best Game Design (People's Voice)   | 受賞 | [ 2 ] |
| 2019年 | 2019 Webby Awards | Best User Experience                | 受賞 | [ 2 ] |
| 2019年 | 2019 Webby Awards | Best Visual Design (People's Voice) | 受賞 | [ 2 ] |
| 2020年 | 2020 Webby Awards | Independent Creator                 | 受賞 |       |